# 국제 층서 위원회
국제 층서 위원회(International Commission on Stratigraphy, ICS)는 비공식적으로 국제 층서학 위원회라고도 불리며, 전 세계의 층서학, 지질학, 지질연대학 관련 문제를 다루는 하위 또는 주요 소위원회 등급의 과학 단체이다.
이 단체는 국제지질학연합(IUGS)의 가장 큰 하위 기관이다. ICS는 본질적으로 영구적인 실무 소위원회이며, 총회 또는 전체 회원으로 회의를 개최하는 IUGS의 4년마다 열리는 회의보다 훨씬 더 정기적으로 회의를 개최한다.

## 목표
1974년에 시작된 주요 목표 중 하나는 엄격하고 철저한 지층 기준을 가진 글로벌 경계 층형 단면 및 지점(GSSP)라는 화석 기록 내의 벤치마크를 통해 지역별 고생물학 및 지구생물학적 비교를 용이하게 하는 다분야 표준 및 전 지구적 지질 시대를 확립하는 것이다. (예: 암석 기록의 단면, 즉 코어 샘플 단면 또는 노출된 접근 가능한 지층의 단면으로, 코어 샘플은 일반적으로 약 1미터 길이의 "섹션"이라고 불리는 긴 조각으로 "쟁반에 담겨" 있다.)

## 방법론
추가적으로 ICS는 글로벌 표준 지층 연대(GSSA)라는 대체 유형의 벤치마크와 기준을 정의하는데, 이는 물리 과학적 방법(예: 자기 정렬 시퀀스, 방사선 기준 등)으로만 특징과 연대 측정 기준이 설정되며, 고생물학, 지질학, 지구생물학, 연대층서학 분야 등의 지구 과학자들 간의 국제적이고 공개적인 토론을 장려한다.
국제 층서 위원회는 지역 또는 광범위한 규모의 회의나 협력 연구 위원회 회의에서 현장 작업과 기본 비교를 수행하는 IUGS의 진정한 실무 위원회인 수많은 소위원회 수준의 조직들을 탄생시켰고, 이들은 현장 작업을 수행하며, 회의 또는 협의 연구 위원회 회의에서 지역 또는 광범위한 규모의 기본 비교를 수행한다.

## 간행물
ICS는 다양한 보고서와 연구 결과는 물론 개정된 참고 자료를 주기적으로 발행하며, 이는 국제 층서 차트에 요약되어 있다. 이 차트는 IUGS의 다음 회의에 앞서 ICS의 마지막 심의 후에 발표되는 통합 작업 제안 및 최신 지침이다. IUGS가 권고 사항을 수락하기 전까지는 비공식적인데, 이는 IUGS 모기관이 ICS의 개별 심의 보고서(권고 사항으로 제시됨)를 승인하거나 기각하기 때문이며, 이 보고서들은 연대 측정 및 지층 선택 기준, 그리고 명명법을 포함한 관련 문제를 다룬다. 사실상 일상적인 문제에서 ICS 회의에서 보고된 심의 결과는 널리 받아들여지고 즉시 일상적으로 사용되는데, 이는 강력한 반대 의견이 발생하여 전체 IUGS에 앞서 해결되는 드문 경우를 제외하고는 그러하다.
그러한 논쟁 중 하나는 2009년에 ICS가 심의하여 현재 비공식적으로 명명된 제4기 기의 플라이오세 세를 신진기 계 및 신진기 시대로 옮겨야 한다고 결정했을 때 발생했다. 강력한 논쟁에도 불구하고, 제4기는 2009년 6월 IUGS로부터 지질학적 단위로 공식 비준되었으며, 그 하한선은 이탈리아 시칠리아의 몬테 산 니콜라에 있는 젤라시아절/세에 위치하며 (그때까지는 플라이오세 세/기의 최상부였고, 따라서 신진기 계/기의 최상부였다), 2.58 Ma BP로 정해졌다.
국제 층서 차트의 종이 및 문서(PDF) 버전 출판 외에도, ICS는 웹 온톨로지 언어(OWL)와 특히 Time Ontology in OWL을 사용하여 구성된 차트의 기계 판독 가능한 버전도 제공한다. ICS의 차트 웹 페이지는 또한 OWL 데이터를 기반으로 한 차트의 대화형 버전도 제공한다.

## 로고
국제 층서 위원회의 로고는 한자 "산"(山)을 본떠 디자인되었다.